# Club Natació Poble Nou
El Club Natació Poble Nou és un club esportiu de la ciutat de Barcelona. Té seccions de natació, waterpolo i rugbi.

## Història
El Club Natació Poble Nou és una de les societats esportives representatives del Poblenou i l'única en la seva especialitat. Creat l'any 1924, els orígens d'aquesta entitat foren els d'una agrupació que es dedicava a la vela esportiva. Ja en aquell moment el seu futur estava marcat per l'afany d'aconseguir un terreny on poguessin aixecar les seves instal·lacions i erigir una piscina. Llargs contratemps amb l'administració pública, agreujats pels constants temporals que derruïen les provisionals edificacions del la Mar Bella, van ensorrar els somnis dels seus directius i afeccionats. Malgrat les adversitats, les activitats seguiren el seu curs i el nombre de seguidors i admiradors va continuar creixent. Prou es lamentava, l'any 1951, el president del club en aquell moment, Leoncio Domènech, en una circular interna per commemorar el 20è aniversari, de la poca sensibilitat de l'Ajuntament de Barcelona a l'hora de desestimar la possibilitat de construir una piscina en pro de la formació de la joventut: Nuestra juventud necesita una piscina que le permita acudir a ella a la salida de las fábricas y las oficinas, y esto no es posible si la más próxima utilizable está situada a la falda de Montjuïc, al otro extremo de Barcelona.

### La fusió amb l'Olímpic Club
Com a resposta a aquesta restricció d'una empresa privada que limitava la pràctica de la natació i de la vela a un nombre reduït d'aficionats, l'any 1930 l'entusiasme d'altres adeptes del barri va fundar el CNPN, registrat a la Federació Catalana de Natació el 1931. Aviat les dues societats van rivalitzar l'una amb l'altra i es van adonar que era molt difícil que dins del mateix barri hi hagués els suficients seguidors per acontentar dues fundacions que oferien la mateixa oferta esportiva. El 15 de febrer de 1939 –encara no havia acabat la Guerra Civil Espanyola– es van reunir els respectius membres de cada entitat, van decidir fusionar-se i van reorganitzar una única associació amb el nom de CNPN. També van aprovar que no hi hauria restriccions d'entrada i que les seves activitats bàsiques serien la natació i la navegació de vela.

### La llarga lluita per aconseguir un solar
Paral·lelament, van pensar instal·lar-se als antics banys de la Mar Bella, però l'Ajuntament, després d'omplir de falses il·lusions, denegà l'autorització perquè tenia previst edificar centres educatius en aquell solar. Així, de moment, només van construir un immoble de fusta sobre pilars de formigó armat, però tot el que alçaven amb voluntat i il·lusió el mar s'ho emportava. Els informes anuals d'aquella època demostren que pràcticament tots els ingressos de l'associació es perdien a reparar aquelles catàstrofes. El club, ferm al seu objectiu, no desestimà la possibilitat de cessió dels terrenys que amb el pas del temps encara restaven abandonats. Després de més de deu anys de lluita, el 1950, les autoritats van recapitular i van donar permís per ocupar el solar. Malauradament, un any després, un fort temporal va destruir les noves instal·lacions i va engolir un mur de contenció. Afortunadament, encara no s'havia construït la piscina.

### D'un berenador de platja a piscina coberta
Abans de la fusió de l'Olímpic Club amb el CNPN, es disposaven d'un berenador a la platja de la Mar Bella, emplaçat gairebé a l'alçada de la desapareguda estació ferroviària del Poblenou. Hi havia unes casetes, que més tard es van convertir en les edificacions esmentades anteriorment. L'establiment de banys gaudia de servei de bar restaurant i lloguer de patins, actuant com a seu del club, i així va continuar funcionant fins a la dècada de 1940-1950. Aquest establiment va estar cada vegada més envoltat de nuclis de barraques i d'una platja cada vegada més bruta pels residus industrials i els abocaments urbans. Després del temporal que va destruir completament les instal·lacions, van ser finalment enderrocades el 1960.
Les constants tragèdies provocades per les inclemències del mar van fer adonar als responsables del club que la piscina no es podia construir a la platja i que s'havia de buscar una nova ubicació. Es va crear una comissió pro-piscina i, finalment, el 1960 es va inaugurar l'edifici de l'antiga plaça de Lope de Vega, avui Jardins Josep Trueta, que es va convertir en la seu del CNPN.
Des del punt de vista esportiu s'havien aconseguit èxits importants fins al punt, que l'any 1973, van quedar subcampions d'Espanya en el campionat nacional. Sorgiren moltes figures olímpiques i força plusmarquistes (la nedadora Aurora Chamorro, els germans waterpolistes Ventura, en Bonet, en Josep Padrós, etc.) A part de la natació, hi havia un poliesportiu on es practicaven futbol sala, rugbi, hoquei sobre patins, basquetbol, handbol, etc., i es disposava d'equips federats que jugaven en les competicions oficials. Concretament, la secció de rugbi, fundada el 1952, va ser una de les que més caràcter van donar també a l'entitat. Mancats d'un camp reglamentari, van peregrinar per diversos camps de futbol, jugant els partits oficials a La Foixarda, fins que a inicis de la dècada dels 80 van aconseguir plantar els pals en un camp ras a Mar Bella. El club, malgrat els anys passats, seguia fidel als seus orígens. Aquesta secció va aconseguir diversos internacionals absoluts i júniors durant els anys setanta (Ballester, Forner, Garcia, Magdaleno), sens dubte la seva millor època, en què va jugar a segona divisió i va guanyar la lliga i la copa catalana diverses vegades. La secció es va desfer a mitjans dels vuitanta, refent-se deu anys després al gestionar el club la instal·lació de Mar Bella, on va situar-hi per fi, un camp de rugbi amb herba apte per al joc.

### Anys de creixement: el triomf de Can Felipa i la gestió de la Mar Bella
Quan va tancar la fàbrica de Central de Acabados Textiles, SA (CATEX) l'any 1978, els seus propietaris volien enderrocar l'antic edifici fabril i construir habitatges a tot el solar, però l'Associació de Veïns i Veïnes del Poblenou, amb el suport de les entitats del barri, va aprofitar l'incipient Ajuntament democràtic per aconseguir que una part de l'immens solar fos un equipament públic. El 16 d'abril de 1980 se signava, després de llargues negociacions, un acord per recuperar “CATEX per al barri”, i l'antiga fàbrica es va convertir en el centre cívic i el complex esportiu Can Felipa.
Aquesta doble gestió va fomentar el creixement del club. A més de les seccions més representatives, la natació i el waterpolo, en aquell moment el club disposava d'una gran oferta plural: atletisme, rugbi, handbol, petanca, pesca esportiva, bàdminton, frontennis, triatló i submarinisme.

### La lluita per un camp de rugby digne
Al CEM Mar Bella, es van celebrar les proves de bàdminton dels Jocs Olímpics de 1992, i la secció de rugby del club hi va reprendre les seves activitats l'any 1993, amb la reivindicació d'un camp apte per a la pràctica del rugby, no debades en el mateix solar ja havia aconseguit el 1982 inquibir-hi un precari camp de joc. Després de la celebració dels Campionat d'Europa d'atletisme al juliol del 2010, la secció de rugby va disposar d'una nova grada al camp, així com vestidors, que van permetre una millor i major grau de benestar i utilització de la instal·lació per part de la secció Finalment, l'any 2017 es va instal·lar gespa artificial al camp, aconseguint una instal·lació de nivell homologada per a la pràctica del rugby.

#### L'expansió al Besòs
L'any 2014 el club va aconseguir la gestió del CEM Besòs, a Sant Adrià del Besòs, on va ubicar-hi la secció de natació artística i part del seus equips de waterpolo. Situat en una zona de característiques socioeconòmiques singulars, l'aposta del club és la creació d'un projecte esportiu de base, social i de competició en aquella zona metropolitana.

## Presidents
- Jaume Ciuró (1924-1930)
- Sebastià Sanmiquel (1930-1939)
- Miquel Lecha (1939-1941)
- Josep Bachs (1941-1946)
- Heribert Artigas (1946-1951)
- Lleonci Domènech (1951-1961)
- Heribert Artigas (1961-1967)
- Ramon Vila (1967-1972)
- Lleonci Domènech (1973-1977)
- Josep Serra (1977)
- Ernesto Santolalla (1977-1988)
- Josep Padrós (1988-1997)
- Ramon Pou (1997-2001)
- Manuel Romero (2001)
- Jordi Homs (2001-present)[1]

## La secció de rugby
El Club Natació Poble Nou va fundar la seva secció de rugby l'any 1950, i va guanyar la lliga espanyola de segona divisió l'any 1962, entrenats pel mític Ramon Rabassa. La secció es va mantenir fins al 1987, en que va entrar en un estat de lletargia, i molts dels seus membres, van marxar a la secció de rugby del CN Montjuïc. Durant més de trenta anys, els equips sèniors i inferiors del Poble Nou han representat al barri i a Catalunya arreu on han jugat, fent palès la seva estima pel rugby, entenent-lo sobretot com una forma de fer esport i amistats. L'any 1993 el club aconsegueix la gestió del CEM La Mar Bella, de la mà del president Josep Padrós, i antics membres de la secció engeguen el projecte de revifar la secció. L'any 1998 arriben a un acord amb l'equip d'Enginyers RC, format per dos equips sèniors masculins, i la secció passa a denominar-se CNPN-Enginyers. La temporada 2009 va crear un equip de rugbi a 13 que participa en el Campionat de Catalunya de Rugby Lliga.
El club ENGINYERS va néixer l'any 1989 de la unió de diversos jugadors que estudiaven i jugaven en diversos equips de la lliga universitària de la Universitat Politècnica de Catalunya (UPC), i que al mateix temps tenien llicència de jugador federat amb altres equips de rugby de Catalunya. Aquest nucli de jugadors, la majoria d'ells estudiants de diverses enginyeries a la UPC, van triar un nom que els definia -ENGINYERS- i van decidir fundar un projecte de futur: un club de rugby obert, on tothom que volgués iniciar-se en aquest esport hi tingués cabuda, i que alhora practiqués un joc vistós i competitiu, realitzant des de sempre una tasca de promoció, formació i captació de jugadors dins l'àmbit de la UPC.

### La lliga anglesa
L'any 2006 el CNPN-Enginyers va iniciar negociacions per jugar la lliga al comtat de Hertfordshire, situat al nord de Londres. Després de molts esforços, tant a nivell burocràtic com econòmic i organitzatiu, l'equip va debutar el 23 de setembre de 2006 a la Greene King Super Premiere League, 1a divisió del comtat. Amb aquesta fita el CNPN-Enginyers es va convertir en el primer club estranger del món que jugava en una lliga anglesa. Aquest fet ha suscitat la curiositat del món del rugby tant a nivell estatal com a nivell internacional.

### Actualitat i palmarès
D'ençà 1989 el CNPN-Enginyers ha guanyat la Copa Catalana l'any 1991 i la lliga catalana les temporades 1989-90, 92-93, 95-96, 99-00, 03-04 i 08-09. El club ha ascendit a primera divisió espanyola les temporades 1996-97, 2004-05 i 2009-10, arribant a quedar classificats en cinquè lloc i semifinalistes a la Copa FER. Les temporades 2006-07 i 2007-08 el primer equip es va proclamar campió de la Super Premiere Greene King.
La secció realitza cada any gires a l'estranger, fet que permet visitar i entrar en contacte amb països on el rugby és un esport molt més arrelat. Fins ara ha viatjat a França (2 cops), Països Baixos (2 cops), Anglaterra (4 cops), Escòcia, Irlanda (2 cops), Estats Units, Euskal Herria, Illa de Man, Argentina, Croàcia, República Txeca, Hongria, Portugal, Brasil, Itàlia, Sud-àfrica, Malta i Colòmbia".
Finalment, després de 20 anys de relació formal, Enginyers va acordar ser absorbit pel CN Poblenou, i la secció ha passat a denominar-se oficialment amb el nom del club originari del barri. La secció, amb més de 300 jugadors, té en aquests moments tres equips sènior. El primer equip competeix al grup B de la Divisió d'Honor B i els altres dos a la lliga catalana. El club també compta amb un equip femení, un equip de veterans, un juvenil, un cadet, un infantil, un aleví, i una Escola de rugby (des de 6 fins a 12 anys). La temporada 2017-18, el club va fitxar com a director tècnic i entrenador del primer equip Graham Smith.

### El Barcelona Sevens
El CNPN-Enginyers organitza des de fa 10 anys el Barcelona Sevens, torneig internacional de rugby a 7 amb l'eslògan "Aquest torneig està pensat per ser una festa de Rugby. L'objectiu és passar un cap de setmana amb una sèrie d'activitats al voltant del nostre esport".
Els guanyadors del torneig han estat:
- 2010: Fiji Uprising Beach Resort Rugby 7s - Fiji
- 2009: Chich'Kebab - França
- 2008: Rodent Rugby - Escòcia
- 2007: Passion Ovale - França
- 2006: Pyrenees - França
- 2005: Delftsche Studenten RC - Països Baixos
- 2004: Old Varstonians - Nova Zelanda
- 2003: Andorra VPC - Andorra
- 2002: Old Amplefordians - Anglaterra
- 2001: CD Puig Castellar - Catalunya[16]